# Ovambopapegoja
Ovambopapegoja (Poicephalus rueppellii) är en fågel i familjen västpapegojor inom ordningen papegojfåglar.

## Utseende och läte
Ovambopapegojan är en knubbig medelstor papegoja med mestadels grå fjäderdräkt, dock blå undersida. Noterbart är även gula skulderfläckar och blå övergump, tydligast i flykten. Bland lätena hörs varierade ljusa skrin. Arten liknar savannpapegojan, men utmärker sig genom den blå undersidan, gråa grundfärgen och avsaknaden av gult på huvudet. 

## Utbredning och systematik
Fågeln förekommer från torra sydvästra Angola till centrala Namibia. Den behandlas antingen som monotypisk eller delas in i två underarter med följande utbredning:
- Poicephalus rueppellii rueppellii – förekommer i nordvästra och västcentrala Angola (Benguela and Luanda)
- Poicephalus rueppellii mariettae – förekommer i sydvästra Angola och norra Namibia

## Levnadssätt
Ovambopapegojan hittas i torr savann, framför allt i lummigare skogspartier utmed flodbäddar. Den ses vanligen i par eller småflockar.

## Status och hot
Arten har ett stort utbredningsområde, men tros minska i antal, dock inte tillräckligt kraftigt för att den ska betraktas som hotad. Internationella naturvårdsunionen IUCN listar arten som livskraftig (LC).

## Namn
Fågelns vetenskapliga artnamn hedrar Eduard Rüppell (1794-1884), tysk zooolog och upptäcktsresande i nordöstra Afrika och Mellanöstern. Tidigare kallades den ’’rüppellpapegoja’’ även på svenska, men justerades 2023 till ett mer informativt namn av BirdLife Sveriges taxonomikommitté.